# Мелильская стена
Мелильская стена (араб. سياج مليلية الحدودي‎; исп. Valla de Melilla) — часть испанско-марокканской границы в городе Мелилья, одном из двух испанских городов в Северной Африке. Стена была построена Испанией с целью остановить нелегальную иммиграцию и контрабанду. Граница Мелильи, как и Сеутская стена, также граничащая с Марокко, являются единственными сухопутными границами между Европейским союзом и африканской страной.

## История
В сентябре 2005 года несколько тысяч мигрантов из стран Субсахарской Африки попытались перелезть через ограждения, предприняв несколько попыток, двигаясь к Мелилье. Около 700 человек преодолели ограждения, а шесть погибли в столкновениях с марокканскими силами безопасности. События 2005 года у пограничных ограждений Мелильи и Сеуты стали темой документального фильма «Жертвы наших богатств».
Триста человек попытались, но всего 30 из них преуспели в преодолении стены в августе 2020 года. Восемьдесят семь человек перелезли через ограждение 19 января 2021 года, а девять были доставлены в больницу. 2000 человек попытались перелезть через ограждение 24 июня 2022 года, 133 из них успешно. Двадцать три человека погибли, а несколько были доставлены в больницу.

## Реновация
В 2005 году мигрантофобия в отношении африканских мигрантов побудили испанское правительство Хосе Луиса Родригеса Сапатеро построить новое пограничное ограждение. Эта стена, построенная рядом с двумя старыми, полностью перекрывает границу с Марокко. В 2018 году новый министр внутренних дел Испании пообещал заменить колючую проволоку на стене на более гуманные средства защиты.
После постройки трёх стен мигранты всё равно перелезают через них и попадают на испанскую территорию. Amnesty International и «Врачи без границ» обвинили правительство Марокко в депортации мигрантов из различных африканских стран (некоторые из которых утверждали, что они зарегистрированы как политические беженцы) в необитаемую местность пустыни Сахара без продовольствия и воды.